# Silvio Goričan
Silvio Goričan (Zabok, 27 febbraio 2000) è un calciatore croato, attaccante del Lokomotiva Zagabria.

## Carriera

### Club
Cresciuto nelle giovanili della squadra croata del Lokomotiva Zagabria.

## Statistiche

### Presenze e reti nei club
Statistiche aggiornate al 18 maggio 2025.
| Stagione                   | Squadra                    | Campionato                 | Campionato | Campionato | Coppe nazionali | Coppe nazionali | Coppe nazionali | Coppe continentali | Coppe continentali | Coppe continentali | Altre coppe | Altre coppe | Altre coppe | Totale | Totale |
| Stagione                   | Squadra                    | Comp                       | Pres       | Reti       | Comp            | Pres            | Reti            | Comp               | Pres               | Reti               | Comp        | Pres        | Reti        | Pres   | Reti   |
| -------------------------- | -------------------------- | -------------------------- | ---------- | ---------- | --------------- | --------------- | --------------- | ------------------ | ------------------ | ------------------ | ----------- | ----------- | ----------- | ------ | ------ |
| 2019-gen. 2020             | Rudeš                      | 2. HNL                     | 3          | 0          | CC              | 0               | 0               | -                  | -                  | -                  | -           | -           | -           | 3      | 0      |
| gen.-giu. 2020             | Jarun                      | 2. HNL                     | 0          | 0          | CC              | 0               | 0               | -                  | -                  | -                  | -           | -           | -           | 0      | 0      |
| 2020-2021                  | Inter Zaprešić             | 2. HNL                     | 32         | 6          | CC              | 1               | 0               | -                  | -                  | -                  | -           | -           | -           | 33     | 6      |
| 2021-2022                  | Lokomotiva Zagabria        | 1. HNL                     | 21         | 2          | CC              | 3               | 0               | -                  | -                  | -                  | -           | -           | -           | 24     | 2      |
| 2022-2023                  | Lokomotiva Zagabria        | 1. HNL                     | 35         | 6          | CC              | 2               | 1               | -                  | -                  | -                  | -           | -           | -           | 37     | 7      |
| 2023-2024                  | Lokomotiva Zagabria        | 1. HNL                     | 32         | 3          | CC              | 4               | 1               | -                  | -                  | -                  | -           | -           | -           | 36     | 4      |
| 2024-2025                  | Lokomotiva Zagabria        | 1. HNL                     | 33         | 6          | CC              | 2               | 0               | -                  | -                  | -                  | -           | -           | -           | 35     | 6      |
| Totale Lokomotiva Zagabria | Totale Lokomotiva Zagabria | Totale Lokomotiva Zagabria | 121        | 17         |                 | 11              | 2               |                    | -                  | -                  |             | -           | -           | 132    | 19     |
| Totale carriera            | Totale carriera            | Totale carriera            | 156        | 23         |                 | 12              | 2               |                    | -                  | -                  |             | -           | -           | 168    | 25     |